# Him and Her
Him & Her est une série télévisée britannique en 25 épisodes de 30 minutes créée par Stefan Golaszewski et diffusée entre le 6 septembre 2010 et le 19 décembre 2013 sur la chaîne BBC Three.
La série est inédite dans les pays francophones cependant elle est diffusée gratuitement sur Dailymotion depuis juin 2013 en streaming avec une version sous-titrée.

## Synopsis
La série décrit la véritable vie d'un couple, la vie et l'amour dans tous ses états. Steve et Becky s'affairent à ne rien faire toute la journée dans leur appartement, à tel point qu'ils passent une très grande partie de leur vie dans le lit. Le problème, c'est qu'ils sont continuellement dérangés...

## Distribution
- Sarah Solemani : Becky
- Russell Tovey : Steve
- Kerry Howard (en) : Laura
- Joe Wilkinson : Dan
- Ricky Champ (en) : Paul

## Épisodes

### Première saison (2010)
1. Titre français inconnu (The Toast)
2. Titre français inconnu (The Birthday)
3. Titre français inconnu (The Fancy Dress Party)
4. Titre français inconnu (The Football)
5. Titre français inconnu (The Parents)
6. Titre français inconnu (The Argument)

### Deuxième saison (2011)
Une deuxième saison a été annoncée, le tournage a débuté en 2011 et a été diffusé à partir du 1er novembre 2011.
1. Titre français inconnu (The Move)
2. Titre français inconnu (The Sleepover)
3. Titre français inconnu (The Get Together)
4. Titre français inconnu (The Fight)
5. Titre français inconnu (The Rollover)
6. Titre français inconnu (The Cinema)
7. Titre français inconnu (The Split)

### Troisième saison (2012)
Le 30 novembre 2011, la série a été renouvelée pour une troisième saison, diffusée à partir du 18 novembre 2012.
1. Titre français inconnu (The Ring)
2. Titre français inconnu (The Sister-in-Law)
3. Titre français inconnu (The Happy Couple)
4. Titre français inconnu (The Father-in-Law)
5. Titre français inconnu (The First Date)
6. Titre français inconnu (The Proposal)
7. Titre français inconnu (The Christmas Special)

### Quatrième saison (2013)
Le 29 avril 2013, la série a été renouvelée pour une quatrième et dernière saison de six épisodes qui se concentrera autour du mariage de Laura et de Paul, diffusée à partir du 21 novembre 2013.
1. Titre français inconnu (The Morning)
2. Titre français inconnu (The Arrival)
3. Titre français inconnu (The Ceremony)
4. Titre français inconnu (The Speeches)
5. Titre français inconnu (The Disco)

## Distinctions

### Nominations
- British Academy Television Awards 2014 : meilleure performance féminine dans un rôle comique pour Kerry Howard